# 托里阿魏
托里阿魏（学名：Ferula krylovii）为伞形科阿魏属的植物。分布于俄罗斯以及中国大陆的新疆等地，见于盐碱化的草地上，目前尚未由人工引种栽培。